# Скотт, Уиллард
Уиллард Герман Скотт (англ. Willard Herman Scott, 7 марта 1934 г. Александрия, Виргиния, США — 4 сентября 2021) — американский киноактёр, телеведущий, писатель. Известен также как первый исполнитель рекламной роли клоуна Рональда Макдональда (Ronald McDonald) сети фаст-фуд Макдональдс и роли клоуна Бозо в телепередачах для детей Цирк Бозо (Bozo’s Circus).

## Жизнь и творчество
Родился и вырос в штате Виргиния, на американском Юге. По вероисповеданию баптист. В Виргинии же получил образование — сперва в Высшей школе имени Джорджа Вашингтона, а затем в Американском университете. Бакалавр искусств, философии и теологии. С 1955 года и по 1972 год Уиллард работает ведущим передачи на радио компании NBC. С 1959 по 1962 год он также ведущий в детской телепрограмме «Цирк Бозо», выходившей в эфир в штате Вашингтон. В 1963 году корпорация NBC (WRC-TV) три рекламных программы фирмы «быстрого питания» Макдональдс, в которых Уиллард Скотт выступает в роли клоуна Рональда Макдональда. В том же 1963 году на большом праздничном параде в День Благодарения в столице Соединённых Штатов Вашингтоне клоун Рональд (он же Уиллард Скотт) выступает уже как официальный символ-талисман корпорации Макдональдс. Уиллард Скотт исполняет роль клоуна Рональда до 1966 года. В 1982—1996 годы работает на телекомпании NBC ведущим в блоке новостей (The Today Show).
Был женат на Мэри Дайер Скотт в 1959—2002 годы (в 2002 году Мэри Скотт скончалась). В этом браке у Уилларда и Мэри родились сын и дочь.

## Сочинения (избранное)
Автор нескольких романов и автобиографий:
- The Joy of Living
- Willard Scott’s All-American Cookbook
- America Is My Neighborhood
- The Older the Fiddle, the Better the Tune
- If I Knew It Was Going To Be This Much Fun, I Would Have Become A Grandparent First

Соавтор детективного писателя Билла Крайдера в романах:
- Murder Under Blue Skies
- Murder in the Mist

## Фильмография

### В роли самого себя
- Pillsbury Bake-Off (1990—1992)
- Walt Disney World 4th of July Spectacular (1988)
- The New Hollywood Squares (1987)
- Macy’s Thanksgiving Day Parade (1987—1997)
- The Bob Braun Show (1982)
- Today (U.S. TV program)|Today (1978—2015)

### Актёр
- Bozo the Clown (1962) — Клоун Бозо
- McDonaldland (1963—1965) — Рональд Макдональд
- Valerie (телесериал, 1987—1989)